# È sempre bello
| Recensione       | Giudizio |
| ---------------- | -------- |
| Deer Waves       | 4,9/10   |
| Flanerì          |          |
| La casa del rap  |          |
| Newsic           |          |
| RecensiamoMusica |          |
| Rockol           |          |
| Rolling Stone    |          |

È sempre bello è il quinto album in studio del cantautore italiano Coez, pubblicato il 29 marzo 2019 dalla Carosello Records.

## Tracce
Testi di Silvano Albanese, musiche di Niccolò Contessa, eccetto dove indicato.
1. Mal di gola – 2:51
2. È sempre bello – 3:23 (musica: Silvano Albanese, Niccolò Contessa, Daniele Dezi)
3. Catene – 2:55
4. Domenica – 3:21
5. Fuori di me – 4:10
6. La tua canzone – 3:12
7. Gratis – 3:35
8. Ninna nanna – 2:23
9. Vai con Dio – 3:07
10. Aeroplani – 3:49

## Classifiche

### Classifiche settimanali
| Classifica (2019) | Posizione massima |
| ----------------- | ----------------- |
| Italia            | 1                 |

### Classifiche di fine anno
| Classifica (2019) | Posizione |
| ----------------- | --------- |
| Italia            | 17        |
| Classifica (2020) | Posizione |
| Italia            | 55        |